# John Collier (Schriftsteller)
John Henry Noyes Collier (* 3. Mai 1901 in Brixton, Lambeth, London; † 6. April 1980 in Pacific Palisades, Kalifornien) war ein britisch-amerikanischer Schriftsteller. Bekannt ist er vor allem durch seine makaber-phantastischen Kurzgeschichten und Grotesken. Einige seiner Werke sind der Science-Fiction zuzurechnen.

## Leben
John Henry Collier war der Sohn des kaufmännischen Angestellten John George Collier (1852–1939) und von Emily Mary, geborene Noyes (1865–1939), einer Kindergartenlehrerin. Er besuchte keine Schule, abgesehen von einer kurzen Zeit Vorschulzeit, sondern wurde von seiner Mutter und dem Schriftsteller Vincent Collier, einem Onkel väterlicherseits, zuhause unterrichtet.
Mit zwanzig Jahren war er entschlossen, Schriftsteller zu werden, zog 1921 nach Pimlico und begann sich in der literarischen Szene Londons zu bewegen, wo er zahlreiche Partys besuchte und die Bekanntschaft der Geschwister Sitwell, von E. M. Forster und Wyndham Lewis machte. 1931 erschien eine Sammlung seiner Gedichte aus dieser Zeit unter dem Titel Gemini, Collier war zu dieser Zeit allerdings schon zum überzeugten Prosaisten geworden, wie er in einem Vorwort klarstellte.
Als solcher hatte er bereits mit seinem ersten Roman His Monkey Wife (1930) Anerkennung gefunden. Der Roman handelt von Alfred Fatigay, der von der belesenen Schimpansin Emily zur Heirat verführt wird. Weitere Romane und Erzählungen folgten, in denen Collier sich einen Ruf als Autor gewagter, oft satirischer, mit phantastischen Elementen spielender und auf eine Pointe ausgelegter Geschichten erwarb.
In dieser Zeit entstand auch Tom’s A-Cold (1933), ein postapokalyptischer Roman, in dem Englands Bevölkerung durch eine große Katastrophe dezimiert ist und die Überlebenden in die Barbarei zurückgefallen sind. Später wollte Collier jedoch von diesem „Jugendwerk“ nichts mehr wissen. 1931 erschien The Scandal and Credulities of John Aubrey, eine von Collier herausgegebene populäre Ausgabe von John Aubreys Brief Lives.
Im Jahr 1935 ging John Collier nach Hollywood, wo er für RKO Pictures eine Reihe von Drehbüchern schreiben sollte, als erstes das für Sylvia Scarlett (1935), eine romantische Komödie von George Cukor mit Katharine Hepburn und Cary Grant in den Hauptrollen.
1936 heiratete er die Schauspielerin Shirley Lee Palmer und kehrte im Sommer des Jahres nach England zurück, wo er für Robert Flaherty ein zusammenhängendes Drehbuch für Filmmaterial aus Indien schreiben sollte, das dann Grundlage für den Abenteuerfilm Elefanten-Boy (1937) wurde.
1938 unternahm das Ehepaar Collier eine Reise durch Europa und fuhr anschließend in die USA, wo Collier einen Vertrag mit dem New Yorker geschlossen hatte und in der Folge eine Reihe seiner bekanntesten Kurzgeschichten erschienen. Vom New Yorker nicht angenommene Storys publizierte er in einer Reihe anderer Zeitschriften, darunter Argosy, Bystander, Harper’s Bazaar, Lilliput, and Tatler.
Im Dezember 1941 wurde Collier amerikanischer Staatsbürger. Von 1941 bis 1953 lebte er in Hollywood und schrieb Drehbücher, unter anderem für Her Cardboard Lover (Regie: George Cukor, 1942), Holy Matrimony (1943), Deception (mit Bette Davis, Regie: Irving Rapper, 1946) und Roseanna McCoy (1949). 
Collier soll Jack Warner den Vorschlag gemacht haben, den Roman African Queen von C. S. Forester mit Bette Davis und Cary Grant in den Hauptrollen zu verfilmen. Das Drehbuch ist erhalten, wurde aber nicht verwendet und Collier erscheint nicht in den Credits, dennoch soll er am Ertrag beteiligt worden sein.
1943 ließ Collier sich scheiden und heiratete 1945 Margaret Elizabeth Eke, von der er sich 1952 scheiden ließ. 1954 heiratet er Harriet Hess Pollack, mit der er 1958 einen Sohn hatte.
In den 1950er Jahren ließ er sich in Grasse in Südfrankreich nieder, schrieb weiter Kurzgeschichten und arbeitete an Drehbüchern, unter anderem an einer Filmfassung von Miltons Paradise Lost, die er für sein wichtigstes Werk hielt aber nie realisiert wurde.
1951 erschien Fancies and Goodnights, eine Sammlung makabrer Geschichten, für die er 1952 den International Fantasy Award erhielt. 1975 erschien der John Collier Reader, eine von Collier selbst zusammengestellte Sammlung seiner Werke mit einem Vorwort von Anthony Burgess, der His Monkey Wife, zwei Kapitel aus Defy the Foul Fiend und 47 Kurzgeschichten enthielt.
Insgesamt verfasste Collier 125 Kurzgeschichten, von denen 107 erhalten sind, von diesen sind 14 bislang unpubliziert und 28 nur in Zeitschriften erschienen.
1979 kehrte er nach Kalifornien zurück, wo er im folgenden Jahr an einem Schlaganfall starb. Bei seiner Bestattung am 13. April 1980 meinte der Schriftsteller Paul Jarrico, es sei oft schwer zu entscheiden gewesen, ob John Collier „ein boshafter Teufel in Gestalt eines englischen Gentleman oder ein englischer Gentleman in Gestalt eines boshaften Teufels“ gewesen sei. Zu dem Aspekt des britischen Gentlemens gehörte auch das Understatement, so sagte Collier in seinen späten Jahren über sich, dass er sich manchmal wundere, als drittklassiger Schriftsteller so lange als zweitklassig durchgegangen zu sein.

## Bibliografie
Romane
- His Monkey Wife, or Married to a Chimp (1930; auch: His Monkey Wife, or, Married to a Chimp, 2000)
- No Traveller Returns (1931)
- Full Circle (1933; auch: Tom’s A-Cold)
- Defy the Foul Fiend, or The Misadventures of a Heart (1934)
- Variation on a Theme (1935)
- Witch’s Money (1940)

Sammlungen
- Gemini (1931)
- Green Thoughts (1932)
- The Devil and All (1934)
- Presenting Moonshine (1941)
- The Touch of Nutmeg and More Unlikely Stories (1943)
- Green Thoughts and Other Strange Tales (1945)
- Fancies and Goodnights (1951; auch: Of Demons and Darkness, 1965)
- Pictures in the Fire (1958)
- Of Demons and Darkness (1961)
- The John Collier Reader (1972)
- The Best of John Collier (1975)
- Fancies and Goodnights Vol 1 (2012)
- Green Thoughts & Other Stories (2016)

Deutsche Sammlung:
- Blüten der Nacht : Befremdliche Geschichten. Rowohlt (rororo 1324), 1970, ISBN 3-499-11324-4.

Kurzgeschichten
1931:
- Green Thoughts (in: Harper’s Magazine, May 1931)

1934:
- After the Ball (1934, in: John Collier: The Devil and All)
- The Devil, George, and Rosie (1934, in: John Collier: The Devil and All)
- Halfway to Hell (1934, in: John Collier: The Devil and All)
- Hell Hath No Fury (1934, in: John Collier: The Devil and All)
  - Deutsch: Hölle, wo ist dein Sieg? Übersetzt von Erik Simon. In: Peter Haining (Hrsg.): Gefährliche Possen. Heyne SF&F #5909, 1997, ISBN 3-453-13343-9.
- The Possession of Angela Bradshaw (1934, in: John Collier: The Devil and All)
- The Right Side (1934, in: John Collier: The Devil and All)
  - Deutsch: Die richtige Seite. Übersetzt von Erik Simon. In: Peter Haining (Hrsg.): Scheibenwahn. Heyne SF&F #9037, 1999, ISBN 3-453-15602-1.

1935:
- The Monster of the Deep (in: Nash’s Pall Mall Magazine, April 1935)

1938:
- Midnight Blue (in: The New Yorker, January 22, 1938)
  - Deutsch: Mitternachtsblau. In: Almut Gaugler (Hrsg.): Nervenkitzel. Deutscher Bücherbund #1733, 1977.
- Wet Saturday (in: The New Yorker, July 16, 1938)
- Little Memento (in: The New Yorker, September 17, 1938)

1939:
- Witch’s Money (in: The New Yorker, May 6, 1939; auch: Witchs Money, 1965)
- Back for Christmas (in: The New Yorker; Oct 7, 1939)
- Rope Enough (in: The New Yorker, November 19, 1939)
- Bottle Party (1939)

1940:
- Another American Tragedy (in: The New Yorker, June 1, 1940)
- The Chaser (in: The New Yorker, December 28, 1940)
  - Deutsch: Ein Schluck zum Nachspülen. In: Gänsehaut. Heyne Allgemeine Reihe #472, 1964.
- Evening Primrose (1940)
  - Deutsch: Wir, die Schaufenster-Puppen. Übersetzt von Ingrid Neumann und Birgit Bohusch. In: Helmuth W. Mommers und Arnulf D. Krauß (Hrsg.): 21 Grusel-Stories. Heyne Anthologie #21, 1966.
- Thus I Refute Beelzy (1940)
- The Touch of Nutmeg Makes It (1940)
  - Deutsch: Muskatnuß gibt die Würze. Übersetzt von Ingrid Neumann. In: Helmuth W. Mommers und Arnulf D. Krauß (Hrsg.): 22 Horror-Stories. Heyne Anthologie #26, 1967.
- Witch’s Money (1940)
- A Word to the Wise (1940)
  - Deutsch: Ein Wort der Warnung. Übersetzt von Michael Windgassen. In: Jack M. Dann und Gardner R. Dozois (Hrsg.): Magische Katzen. Heyne (Allgemeine Reihe #9790), 1996, ISBN 3-453-09316-X.

1941:
- Bird of Prey (1941, in: John Collier: Presenting Moonshine)
- Collaboration (1941, in: John Collier: Presenting Moonshine)
- The Frog Prince (1941, in: John Collier: Presenting Moonshine)
- If Youth Knew, If Age Could (1941, in: John Collier: Presenting Moonshine)
- The Invisible Dove Dancer of Strathpheen Island (1941, in: John Collier: Presenting Moonshine)
- Mary (1941, in: John Collier: Presenting Moonshine)
- Night! Youth! Paris! and the Moon! (1941, in: John Collier: Presenting Moonshine)
- Old Acquaintance (1941, in: John Collier: Presenting Moonshine)
- Sleeping Beauty (1941, in: John Collier: Presenting Moonshine)
- Special Delivery (1941, in: John Collier: Presenting Moonshine)
- Squirrels Have Bright Eyes (1941, in: John Collier: Presenting Moonshine)
- Incident on a Lake (in: The New Yorker, July 26, 1941)
- Great Possibilities (in: The New Yorker, October 25, 1941)
- Meeting of Relations (in: The Yale Review, December 1941)

1942:
- De Mortuis[3] (in: The New Yorker, July 18, 1942); erschienen auch in Pictures in the Fire. 1958.
  - Deutsch: Arbeit im Keller. Übersetzt von Ingrid Neumann. In: Helmuth W. Mommers und Arnulf D. Krauß (Hrsg.): 22 Horror-Stories. Heyne Anthologie #16, 1965.
  - Deutsch: De Mortuis. Übersetzt von Susanna Rademacher. In: Mitternachtsblaue Geschichten. Rowohlt Verlag, Reinbek bei Hamburg 1967; auch in: Jutta Schmidt-Walk (Hrsg.): Das Rowohlt GRUSEL Lesebuch. Rowohlt Taschenbuch Verlag, Reinbek bei Hamburg 1983, ISBN 3-499-15206-1, S. 42–50.
- Meeting of Relation (1942)
  - Deutsch: Treffen von Verwandten. In: Gerhard Rump (Hrsg.): Anabis 4. 1962.

1943:
- Ah, the University! (1943, in: John Collier: The Touch of Nutmeg and More Unlikely Stories)

1945:
- Gavin O’Leary (1945)

1951:
- Are You Too Late or Was I Too Early? (in: The New Yorker, April 14, 1951)
- Interpretation of a Dream (in: The New Yorker, May 5, 1951)
- The Lady on the Gray (in: The New Yorker, June 16, 1951)
- Cancel All I Said (1951, in: John Collier: Fancies and Goodnights)
- Fallen Star (1951, in: John Collier: Fancies and Goodnights)
- In the Cards (1951, in: John Collier: Fancies and Goodnights)
- Over Insurance (1951, in: John Collier: Fancies and Goodnights)
- Pictures in the Fire (1951, in: John Collier: Fancies and Goodnights)
- Romance Lingers, Adventure Lives (1951, in: John Collier: Fancies and Goodnights)
- Season of Mists (1951, in: John Collier: Fancies and Goodnights)
- Spring Fever (1951, in: John Collier: Fancies and Goodnights)
- The Steel Cat (1951, in: John Collier: Fancies and Goodnights)
- Three Bears Cottage (1951, in: John Collier: Fancies and Goodnights)
- Without Benefit of Galsworthy (1951, in: John Collier: Fancies and Goodnights)
- Youth from Vienna (1951, in: John Collier: Fancies and Goodnights)

1956:
- The Tender Age (in: The New Yorker, March 10, 1956)

1958:
- And Who, with Eden (1958, in: John Collier: Pictures in the Fire)
- Mademoiselle Kiki (1958, in: John Collier: Pictures in the Fire)
- Think No Evil (1958, in: John Collier: Pictures in the Fire)

1960:
- Softly Walks the Beetle (in: Playboy, January 1960)
- Man Overboard (in: The Magazine of Fantasy and Science Fiction, March 1960)
  - Deutsch: Mann über Bord. Übersetzt von Birgit Reß-Bohusch. In: Terry Carr und Martin H. Greenberg (Hrsg.): Traumreich der Magie: Höhepunkte der modernen Fantasy. Heyne SF&F #4254, 1985, ISBN 3-453-31262-7.
- Born for Murder (in: Keyhole Mystery Magazine, June 1960)

1961:
- Not Far Away, Not Long Ago (1961, in: Don Congdon (Hrsg.): Tales of Love and Horror)

1972:
- A Dog’s a Dog (1972, in: John Collier: The John Collier Reader)
- A Matter of Taste (1972, in: John Collier: The John Collier Reader)
- Son of Kiki (1972, in: John Collier: The John Collier Reader)

1975:
- Asking for It (in: Playboy, January 1975)

Sonstiges
- The Scandal and Credulities of John Aubrey (populäre Ausgabe von John Aubreys Brief Lives, 1931)
- Just the Other Day : An Informal History of Britain Since the War (britische Zeitgeschichte, 1932, mit Iain Lang)
- Milton’s Paradise Lost : Screenplay for the Cinema of the Mind (Drehbuchentwurf, 1973)